# Noord-Mexicaanse gaai
De Noord-Mexicaanse gaai (Aphelocoma wollweberi) is een zangvogel uit de familie Corvidae (kraaien).

## Verspreiding en leefgebied
Deze soort komt voor van het zuidwesten van de Verenigde Staten tot het midden van Mexico en telt vier ondersoorten:
- A. w. arizonae: zuidwestelijke Verenigde Staten.
- A. w. wollweberi: noordwestelijk en westelijk-centraal Mexico.
- A. w. potosina: oostelijk-centraal Mexico.
- A. w. couchii: zuidelijk Texas en noordoostelijk Mexico.

## Status
De grootte van de populatie wordt geschat op 2 miljoen volwassen vogels. Op de Rode lijst van de IUCN heeft deze soort de status niet bedreigd.